# Dronningens Tværgade
Dronningens Tværgade er en gade i Indre By i København. Den går fra Bredgade og krydser Store Kongensgade, Borgergade og Adelgade før den munder ud i Kronprinsessegade ved Kongens Have.
Ligesom en del af de andre gader i området var gaden en del af planerne for det nye København, der efter nedlæggelsen at den gamle Østervold i 1647 blev anlagt med lange lige gader vinkelrette på hverandre. Gaden er opkaldt efter kong Frederik 3.s dronning Sophie Amalie.

## Udvalgte bygninger
Dronningens Tværgade nr. 1-3 ligger på hjørnet af Bredgade og har også adressen Bredgade 37. Bygningen huser Hotel Phoenix Copenhagen og blev opført i 1897.
I nr. 2 på gaden ligger den to stjernede Michelin-restaurant, a o c.
Dronningens Tværgade ligger på den modsatte hjørne ved Bredgade og har også adresse til denne. Her ligger Moltkes Palæ, der blev tegnet af Ernst Brandenburger og opført i begyndelsen af 1700-tallet.
I Dronningens Tværgade nr. 23–45 ligger boligområdet Dronningegården, der blev opført fra 1943 til 1958 efter tegninger af Kay Fisker, C.F. Møller og Svenn Eske Kristensen.